# Grusical
Grusical ist ein Kofferwort, gebildet aus den Wörtern „gruseln“ und „Musical“. Es bezeichnet einen nach Art eines Musicals inszenierten Film, der den Zuschauer zum Gruseln anregen soll. Darüber hinaus kann er sich auch auf ein Theaterstück beziehen und wird übertragen im Sinn einer gruseligen Angelegenheit verwendet.

## Begriff
Laut dem Lexikon der Filmbegriffe ist Grusical ein Kofferwort aus „Grusel“ und „Musical“, das beinahe ausschließlich in der deutschen Sprache gebraucht wird. Selten kommt auch die Schreibweise Grusikal vor. Das Kunstwort geht zurück auf einen Wortwitz in der Titelsequenz der Filmkomödie Das Spukschloß im Spessart von Kurt Hoffmann aus dem Jahr 1960. Der Begriff ist seit Beginn der 1960er Jahre nachweisbar. Er ist ein frühes Beispiel für ein deutsches Substantiv mit der Endung „-ical“ und wird wie ähnlich gebildete Substantive häufig spöttisch gebraucht.
Für Johannes Erben steht der Begriff im Spannungsfeld zwischen einem heimischen („gruseln“) und einem Fremdwort („Musical“). Alan Kirkness und Melanie Woolford vertreten hingegen die Auffassung, dass das Wort „Musical“ zum Zeitpunkt der Entstehung bereits in der deutschen Sprache heimisch geworden war, es sich also um einen Neologismus innerhalb der deutschen Sprache, basierend auf dem Suffix „-ical“ handelt. Über die konkrete Verwendung für einen Film oder ein Theaterstück hinaus bezeichnet der Begriff in ironisierender Form auch allgemein eine negative Angelegenheit, die Gruseln hervorruft. In dieser übertragenen Bedeutung war er vor allem in den 1970er Jahren gebräuchlich.

## Merkmale und Beispiele
Grusicals zeichnen sich durch ihren Showcharakter oder ihre Effekte aus, die an ein Musical erinnern. Sie zielen in besonderer Weise auf die Emotionen des Publikums. Wolfgang Willaschek spricht am Beispiel der Rocky Horror Show von einem „Bühnenspektakel“. In seiner Besprechung des Films Der kleine Horrorladen entwirft Andreas Kilb ein Kochrezept für Grusicals, die aus einer Kreuzung von altem Gruselstoff mit komödiantischen Einlagen bestehen. Sie würden im Stile der 1950er Jahre präsentiert, seien aber vom „bonbonfarbenen Zynismus“ der 1980er Jahre durchzogen.
Als Grusical bezeichnet wurde etwa der Film Tanz der Vampire (1967) von Roman Polanski oder die Filmkomödie Das Spukschloß im Spessart (1960) von Kurt Hoffmann. Dasselbe gilt für die Theaterstücke The Rocky Horror Show (1973) und Der kleine Horrorladen (1982) samt ihren Verfilmungen. Die Musicalbearbeitung des Dracula-Stoffes von Claus Martin trägt das Wort „Grusical“ sogar als Gattungsbezeichnung im Titel: Dracula – Das Grusical (2005). Gleiches gilt für die Filmparodie Biss zur großen Pause – Das Highschool Vampir Grusical (2011).